# ザ・マン (エド・シーランの曲)
「ザ・マン」(The Man)は、イングランドのシンガーソングライター、エド・シーランの楽曲。シーランがしばしば共同制作しているジェイク・ゴスリングが制作に参加している。この楽曲は、2014年6月19日に「即入手できる (instant grat)」音楽配信としてiTunes Storeから供給され、シーランの2枚目のスタジオ・アルバム『x』（2014年）からのプロモーション・シングルとされた7曲のうちの6曲目となった。全英シングルチャートでは、最高87位となった。

## 批評
『ビルボード』誌のジェイソン・リプシュッツ (Jason Lipshutz) は、シーランのラップを、ザ・ストリーツのマイク・スキナーに喩えた。

## チャート
| チャート（2014年）                                         | 最高位 |
| ---------------------------------------------------------- | ------ |
| デンマーク (Tracklisten)                                   | 9      |
| フランス (SNEP)                                            | 49     |
| アイルランド (IRMA)                                        | 80     |
| オランダ (Single Top 100)                                  | 56     |
| スペイン (PROMUSICAE)                                      | 50     |
| 全英シングルチャート（オフィシャル・チャート・カンパニー） | 87     |